# Эндоскопия
Эндоскопи́я — способ осмотра полостей человеческого тела при помощи эндоскопа. При эндоскопии эндоскопы вводятся в полости через естественные пути, например, в желудок — через рот и пищевод, в бронхи — через гортань, в мочевой пузырь — через мочеиспускательный канал, а также путём проколов или операционных доступов (лапароскопия и др.).

## История эндоскопии
В своем развитии эндоскопия прошла через несколько стадий, характеризовавшихся совершенствованием оптических приборов и появлением новых методов диагностики и лечения.
До определённого времени осмотр внутренних органов без хирургического вмешательства был невозможен. Врачам были доступны только такие неинвазивные методы исследования внутренних органов, как пальпация, перкуссия и аускультация.
Первые попытки применения эндоскопии были предприняты уже в конце XVIII века, но это были опасные и неосуществимые попытки. Только в 1806 году Филипп Боццини, считающийся в настоящее время изобретателем эндоскопа, сконструировал аппарат для исследования прямой кишки и полости матки. Аппарат представлял собой жёсткую трубку с системой линз и зеркал, а источником света была свеча. Этот прибор ни разу не был использован для исследований на людях, поскольку автор был наказан медицинским факультетом Вены за «любопытство».
В последующем свечу в эндоскопах сменила спиртовая лампа. Это изобретение связывают с французским хирургом Антонином Жаном Дезормо, который с 1853 года стал применять такую лампу вместе с зеркалами и линзами; эта система использовалась прежде всего для изучения урогенитального тракта. Своё изобретение он назвал «эндоскоп». Некоторое время главными осложнениями обследования оставались ожоги, от которых медики частично избавились только с изобретением миниатюрных электроламп, которые укреплялись на конце вводимого в полость аппарата. В 1868 году немецкий терапевт Адольф Кусмауль предложил использовать для гастроскопии трубку с гибким обтюратором, а в 1881 году было внесено ещё одно важное усовершенствование — разработана система с использованием аппарата, искривлённого в дистальной трети под  углом 30 °. Это новшество было внесено польским хирургом Йоханном Микуличем-Радецким и позже стало рассматриваться в качестве одной из важнейших теоретических работ в области эндоскопии. Однако из-за несовершенства техники того времени эта идея тогда не смогла воплотиться на практике.
В закрытые полости, не имеющие естественной связи с внешней средой, аппарат вводился через создаваемое отверстие (прокол в стенке живота или грудной клетки). Тем не менее, до появления волоконно-оптических систем эндоскопическая диагностика не получила широкого применения.
Возможности эндоскопии существенно расширились со второй половины XX века с появлением стеклянных волоконных световодов и на их основе — приборов волоконной оптики. Осмотру стали доступны почти все органы, увеличилась освещённость исследуемых органов, появились условия для фотографирования и киносъёмки (эндофотография и эндокинематография), появилась возможность записи на видеомагнитофон чёрно-белого или цветного изображения (используются модификации стандартных фото- и кинокамер).
Документирование результатов эндоскопического исследования помогает объективно изучать динамику патологических процессов, происходящих в каком-либо органе.

## Использование методов эндоскопии в медицине
В настоящее время эндоскопические методы исследования используются как для диагностики, так и для лечения различных заболеваний.
Современная эндоскопия играет особую роль в распознавании ранних стадий многих заболеваний, в особенности — онкологических заболеваний (рак) различных органов (желудок, мочевой пузырь, лёгкие).
Чаще всего эндоскопию сочетают с прицельной (под контролем зрения) биопсией, лечебными мероприятиями (введение лекарств), зондированием.

## Виды эндоскопии
- Ангиоскопия — сосудов
- Артроскопия — суставов
- Бронхоскопия — осмотр бронхов
- Вентрикулоскопия — желудочков мозга
- Эзофагогастродуоденоскопия — осмотр пищевода, полости желудка и двенадцатиперстной кишки
- Гистероскопия — осмотр полости матки
- Кардиоскопия — полостей (камер) сердца
- Колоноскопия — слизистой оболочки толстой кишки
- Кольпоскопия — входа во влагалище и влагалищных стенок
- Лапароскопия — брюшной полости
- Ларингоскопия — гортани
- Назофарингоскопия — осмотр полости носа и гортани
- Отоскопия — наружного слухового прохода и барабанной перепонки
- Ректороманоскопия — прямой кишки при использовании жесткого ректоскопа (на приеме у проктолога) и дистального отдела сигмовидной кишки при использовании гибкого эндоскопа на приеме у эндоскописта
- Торакоскопия — грудной полости
- Уретероскопия — мочеточника
- Фистулоскопия — исследование внутренних и наружных свищей
- Холангиоскопия — желчных протоков
- Цистоскопия — мочевого пузыря

## Эндоскопическая хирургия
Прогресс в развитии эндоскопической аппаратуры и создании микроскопического инструментария привел к появлению нового вида оперативной техники — эндоскопической хирургии. В полые органы или в брюшную полость во время такой операции через эндоскоп и гибкие фиброаппараты вводятся специальные инструменты-манипуляторы, управляемые хирургом, наблюдающим за своей работой на мониторе.
Эндоскопическая хирургия сейчас позволяет избежать обширных полостных операций при болезнях желчного пузыря, аппендиците, удалении лимфоузлов, опухолей, при устранении склеротической патологии в сосудах, при шунтировании в случае ишемической болезни сердца при удалении грыж межпозвоночных дисков. Сейчас это наиболее щадящая, малотравматическая, бескровная хирургия, дающая минимальный процент осложнений в послеоперационный период.
Возможно, эндоскопическая хирургия станет одним из основных хирургических принципов в недалёком будущем.